# Piper nervulosum
Piper nervulosum är en pepparväxtart som beskrevs av C. Dc.. Piper nervulosum ingår i släktet Piper och familjen pepparväxter. Inga underarter finns listade i Catalogue of Life.